# Szkotowo (gmina)
Szkotowo – dawna gmina wiejska istniejąca w latach 1946–1954 i 1973–1977 w woj. olsztyńskim (dzisiejsze woj. warmińsko-mazurskie). Siedzibą władz gminy było Szkotowo.
Gmina Szkotowo powstała po II wojnie światowej na terenie tzw. Ziem Odzyskanych. 28 czerwca 1946 roku jako jednostka administracyjna powiatu nidzickiego gmina weszła w skład nowo utworzonego woj. olsztyńskiego. Według stanu z 1 lipca 1952 roku gmina była podzielona na 16 gromad: Browina, Dziurdziewo, Gardyny, Kamionka, Kownatki, Łogdowo, Łysakowo, Michałki, Osiekowo, Rączki, Rogóż, Siemienowo, Szerokopaś, Szkotowo, Turowo i Wierzbowo. Gmina została zniesiona 29 września 1954 roku wraz z reformą wprowadzającą gromady w miejsce gmin.
Jednostkę reaktywowano 1 stycznia 1973 roku w tymże powiecie i województwie. 1 czerwca 1975 roku gmina weszła w skład nowo utworzonego (mniejszego) woj. olsztyńskiego.
1 lutego 1977 roku gmina została zniesiona, a jej obszar włączony do gmin:
- Dąbrówno (obszary sołectw Gardyny i Łogdowo),
- Kozłowo (obszary sołectw Browina, Dziurdziewo, Januszkowo, Kamionki, Kownatki, Michałki, Rogóż, Siemianowo, Szkotowo, Turowo i Turówko),
- Nidzica (obszary sołectw Frąknowo i Rączki),
- Olsztynek (obszary sołectw Maróz, Waplewo i Witramowo).